# Andalgalornis
Andalgalornis is een geslacht van uitgestorven schrikvogels (Phorusrhacidae), vleesetende vogels die het vermogen om te vliegen verloren hadden en tijdens een groot deel van het Cenozoïcum de toproofdieren in Zuid-Amerika waren.
Het leefde van het Laat-Mioceen tot het Vroeg-Plioceen (ongeveer zes miljoen jaar geleden) in het gebied van het huidige Argentinië.
Het gedrag van dit geslacht is redelijk goed bekend: Twee studies werden hierover verricht, een eerste in 2010 naar het gebruik van de schedel en een tweede in 2012 naar de beweeglijkheid en beweging van de hals. Voor beide studies werd Andalgalornis gekozen omdat van dit geslacht het beste materiaal bewaard gebleven is.
Het werd geplaatst in de onderfamilie Patagornithinae en heeft slechts als enige bekende soort Andalgalornis steulleti, die ook de typesoort is.

## Ontdekking en naamgeving
In 1931 publiceerde Lucas Kraglievich de naam, vergezeld van een beschrijving, van een schrikvogel die hij in het geslacht Phorusrhacos (toen nog vaak gespeld als Phororhacos) plaatste, als Phorusrhacos (Phororhacos) steulleti. In dezelfde publicatie benoemde hij nog een tweede soort schrikvogel, Phorusrhacos deautieri. In 1960 publiceerden Patterson en J.L. Kraglievich opnieuw een naam voor een schrikvogel. Deze nieuwe soort brachten ze onder in een nieuw geslacht dat ze de naam Andalgalornis gaven. De nieuwe soort noemden ze Andalgalornis ferox. In 1967 stelde Brodkorb vast dat de naam Phorusrhacos deautieri een synoniem van Phorusrhacos steulleti is en bovendien plaatste hij die soort nu in het geslacht Andalgalornis. In 2003 bepaalden Alvarenga en Höfling dat Andalgalornis ferox een jonger synoniem is voor Andalgalornis steulleti.

## Beschrijving

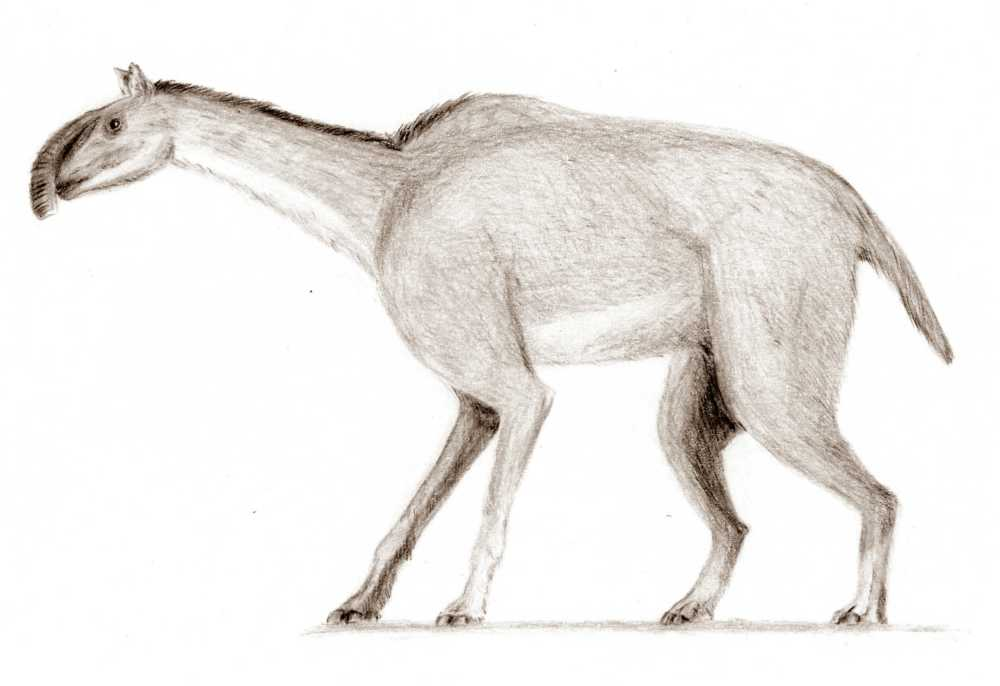
Macrauchenia, een mogelijke prooi voor Andalgalornis

Andalgalornis was met een kophoogte van honderdveertig centimeter, een rughoogte van negentig tot honderd centimeter en een gewicht van ongeveer veertig kilogram een middelgrote schrikvogel. Het dier had een zevenendertig centimeter lange schedel, waarvan twee derde werd ingenomen door de roofvogelachtige snavel.
Patagornis marshi en Andalgalornis steulleti lijken erg op elkaar op het vlak van gewicht en grootte. Andalgalornis is echter iets groter. Bij beide is de diameter van de beenbotten ongeveer vijftien procent groter dan bij de nog levende nandoe.
Het bovenste deel van het bovenkaakbeen is relatief groot in vergelijking met de andere Patagornithinae, waarbij het dorsale deel van de neusgaten niet verhoogd is. De symphysis mandibulae (de vergroeiing van beide onderkaakhelften) is langer dan bij de andere leden van de onderfamilie, en het uiteinde is omhoog gekromd. De halswervels, vooral die dichter bij de borstwervels, zijn steviger dan die van Patagornis. De kammen op het darmbeen zijn aan de rugzijde verenigd, en vormen een uitsteeksel dat uitgesprokener is boven de heupkom. De rostrale rand van de fenestra antorbitalis (een opening in de schedel) is bijna recht en erg verticaal.

### Halswervels

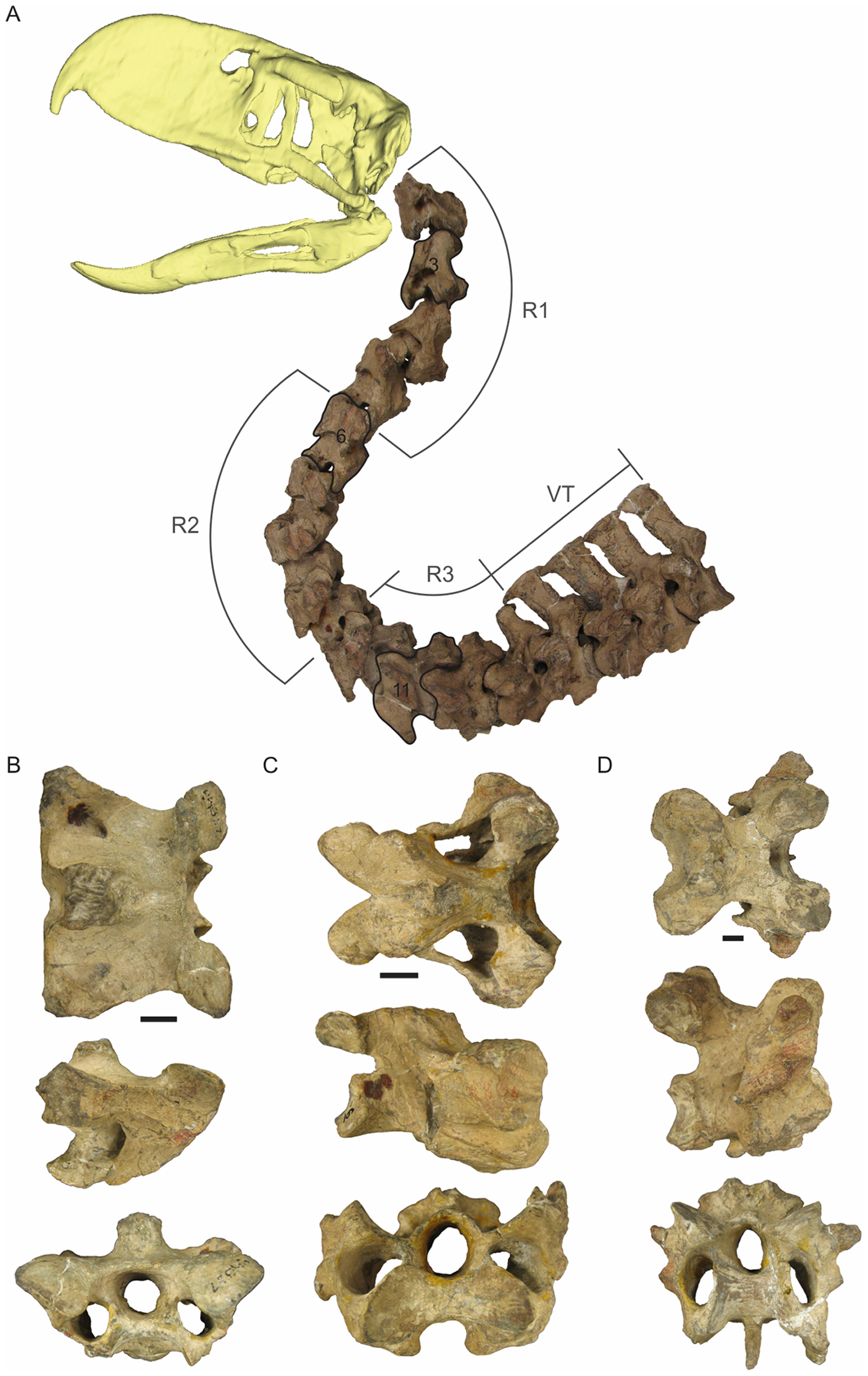
A:nek van Andalgalorni in zijaanzicht met enkele wervels; de verschillende delen zijn aangegeven met R1, R2 en R3
B:wervel 3
C:wervel 6
D:wervel 11
De zwarte strepen geven de schaal weer en zijn één cm lang.

Boas verdeelde in 1929 de nek van vogels in drie hoofddelen aan de hand van hun dorsoventrale buiging: deel 1, het dichtst bij de schedel, met hoofdzakelijk ventrale buiging; deel 2, in het midden, met voornamelijk dorsale buiging en deel 3, tegen de rug aan, met zowel beperking van de dorsale als van de ventrale buiging. Deze delen worden van elkaar gescheiden door overgangswervels die een bijzondere morfologie hebben.
Bij de nek van Andalgalornis, bestaande uit dertien wervels, kan dit ook gezien worden.

#### Deel 1
Dit deel bestaat uit de eerste tot en met vijfde halswervel. De in het algemeen kortere en robuustere wervels vormen hier een nogal massief, samenhangend deel van de nek. De facies articularis cranialis, het voorste gewrichtsvlak van het wervellichaam, is slechts zwak ontwikkeld. De facies articularis caudalis, het achterste gewrichtsvlak, is zichtbaar wanneer de wervels van boven bekeken worden.
De atlas - de eerste wervel - van Andalgalornis is echter niet geconserveerd. Er kan dus ook niets over gezegd worden. De tweede halswervel (de axis) is lang. De onderzijde ervan is ruw en voorzien van drie richels. Van deze richels bevindt zich één in het midden en de andere twee aan de zijkant. De zygapophyses craniales, de voorste jukvormige werveluitsteeksels, zijn klein. De ansa costotransversaria, het handvatvormige uitsteeksel dat aan de zijkant achter de zygapophysis cranialis ligt, heeft een kleine processus costalis, ribuitsteeksel. De zygapophyses caudales, de achterste werveluitsteeksels, zijn groot en aan hun onderzijde hol. De facies articularis caudalis, het achtervlak van het wervellichaam, is schuin naar boven gericht. De processus spinosus, het doornuitsteeksel op de wervel, is hoog, dik en heeft aan de achterkant een brede verticale fossa - een groeve in het bot - waar het ligament bevestigd was.
De derde halswervel heeft een smaller en aan de onderzijde bol wervellichaam (corpus). De facies articularis cranialis is, craniaal bekeken, dun en onderaan verbreed. De zygapophyses craniales steken naar voren en boven uit en zijn licht bol. De ansa costotransversaria is robuust en strekt zich van voor naar achteren uit. Het tuberculum ansae is dik maar niet erg opvallend. De processus costalis is klein. De facies articularis caudalis is in verhouding kleiner en grotendeels naar boven gericht. Van boven bekeken heeft de wervel de algemene vorm van een trapezium dat breder dan lang is. De concavitates laterales, de uithollingen op de zijkant, zijn dan verborgen. De achteraan geplaatste processus spinosus is hoog en breed en heeft aan de achterzijde een diepe, ellipsvormige uitholling die volgens Tambussi et al. mogelijk de plaats is waar het ligamentum elasticum interlaminare, het elastische kapsel dat bij vogels het doornuitsteeksel met zijn tegenhanger op de volgende wervel verbindt, bevestigd was. De tori dorsales, de epapofysen die uitsteeksels vormen naast de achterste basis van het doornuitsteeksel, zijn hoog en zijn naar achteren en zijwaarts geplaatst boven de buitenste zijkant van de grote, licht holle zygapophyses caudales.
Dit stuk van de nek kon naar beneden gebogen worden, maar slechts beperkt naar boven.

#### Eerste overgang
De vijfde wervel is de laatste van deel 1. Als overgangswervel vertoont hij enkele bijzondere morfologische kenmerken. Het wervellichaam langer en breder dan bij de vorige wervels. Het verbreedt naar achteren toe. Onderaan is het licht hol. De wervel is sterker verlengd dan de wervels 1-4, maar minder dan de wervels van deel 2. De facies articularis cranialis is verticaler in vergelijking met de vorige wervels. De facies articularis caudalis staat ook verticaal. De voorste werveluitsteeksels (zygapophyses craniales) zijn ook licht verticaal, waarbij de helling schuin van voren naar binnen gericht is. Schuin achter de facies articularis cranialis bevinden zich de ver uitstekende processus transversi, uitsteeksels aan de wervels waaraan spieren en ligamenten bevestigd zijn. De ansae costotransversariae zijn lang en robuust, met zwak ontwikkelde tubercula ansae. Opvallend is dat deze te onderscheiden zijn van de processus transversi, iets wat niet vaak voorkomt bij volwassen vogels. Doordat de lamina lateralis arcus gereduceerd is kan de concavitas lateralis van boven gezien worden. De processus spinosus, het centrale doornuitsteeksel boven op de wervel, is kleiner dan bij de vorige wervels. De ruimte tussen de achterste werveluitsteeksels heeft een V-vorm, waarbij vooraan het hoogste punt even hoog is als de kleine tori dorsales, en hij achteraan ophoudt bij de achterrand van de zygapophyses caudales. Deze vorm zorgt ervoor dat de wervels ineen passen tijdens het omhoog buigen. De zygapophyses caudales zelf zijn klein en wijzen naar de zijkant en naar beneden.

#### Deel 2
Het tweede deel van de nek bestaat bij Andalgalornis uit wervels 6 tot 9. Het beslaat iets meer dan dertig procent van de totale lengte van de nek.
De eerste wervel van deze regio, de zesde van de nek, is verantwoordelijk voor het grootste deel van de opwaartse buiging. Zijn voorste gewrichtsvlak is breder dan bij de wervels uit deel 1 en staat loodrecht op de lengteas van de hals. De zygapophyses craniales staan schuin naar het midden gericht en zijn kleiner dan die van de vorige wervel. De processus transversi staan verticaal, zijdelings van de zygapophyses craniales. Deze processus zijn met de bases van de tori dorsales, uitsteeksels aan de achterkant van een wervel, verbonden door middel van dunne uitsteeksels aan hun achterzijde. Deze uitsteeksels komen voor bij alle wervels van deel 2. De ansa costotransversaria is robuust en heeft sterk ontwikkelde tubercula ansae en crista lateralis, een kam aan de zijkant van de wervel waar spieren aan bevestigd zijn. De processus caroticus, een uitsteeksel aan de onderkant van de wervel, voor de geleiding van de halsslagader, is goed zichtbaar en naar beneden en naar binnen gericht. Het achterste gewrichtsvlak is, net als het voorste, breed. Het doornuitsteeksel boven op de wervel is bovenaan naar achteren geneigd, zodat het de voorste wervels niet tegenhoudt wanneer de nek naar boven gebogen wordt. Het is ook, net als de torus dorsalis, gereduceerd. In tegenstelling tot Procariama, valt de lamina lateralis samen met het wervellichaam. De concavitas lateralis, een uitholling aan de zijkant, is breed ontwikkeld.
De wervels 6, 7 en 8 zijn morfologisch gezien erg gelijkaardig. De zevende verschilt echter doordat: op de ansa costotransversaria het tuberculum ansae en de crista lateralis nog uitgesprokener zijn; de processus carotici robuuster zijn en de voorste werveluitsteeksels meer naar het midden toe gebogen zijn. Bij deze wervel verbindt de crista transversoobliqua het doornuitsteeksel bovenaan met de tori dorsales. Bovendien ligt het bevestigingspunt van het ligamentum elasticum interlaminare, een ligament, dieper, waardoor een groeve gevormd wordt van de wervelboog naar de lacuna interzygapophysialis.

#### Tweede overgang
De negende nekwervel is breder, maar heeft voor de rest dezelfde morfologie als de wervels in deel 2.
De processus spinosus is gesplitst in twee aparte uitsteeksels, met een brede afstand tussen beide. De processus costales zijn veel robuuster en verder naar achteren uitgerekt dan bij de wervels in deel 2. Ze gaan zelfs bijna tot het einde van de wervel. Deze processus komen voor bij alle voorliggende wervels, maar ze zijn geërodeerd of gebroken bij de tot nu toe gevonden fossielen. Hierdoor kan men hun anatomie niet onderling vergelijken.
De achterste lacuna interzygapophysialis is aan drie kanten begrensd en heeft de vorm van een trapezium, met de langste zijde tussen de uiteinden van de zygapophyses caudales.

#### Deel 3
Dit deel bevat de wervels 10 tot 13 en markeert het begin van de rugwervels. Onderzoek in 2012 wees uit dat dit stuk slechts beperkt op en neer kon worden bewogen.
De tiende wervel is, van bovenaf gezien, breder dan de vorige wervels. De processus spinosus is stevig gebouwd, meer naar achteren geplaatst en heeft een groter bevestigingsoppervlak voor het ligamentum elasticum interlaminare. Deze wervel heeft geen processus caroticus, maar wel een processus ventralis corporis.
De elfde wervel lijkt erg op de tiende. Hij heeft een samengedrukte, goed uitgetrokken en naar achteren geprojecteerde processus ventralis corporis. De processus spinosus is groot en staat meer achteraan op de wervel. Het bevestigingsgebied voor het ligamentum elasticum interlaminare is breed en geplooid.
De twaalfde wervel is dikker dan de voorliggende en de eerste van de cervicodorsale wervels (voorste ruggenwervels met vrije ribben die het borstbeen niet raken). Daarnaast is de belangrijkste eigenschap de brede ontwikkeling van de processus spinosus met een grotere, geplooide oppervlakte voor de bevestiging van het ligament.
De dertiende wervel is gelijksoortig. Het fossiele materiaal voor deze wervel is echter onvolledig, waardoor niet alle eigenschappen kunnen worden geverifieerd, zoals dat de processus spinosus in twee delen is gesplitst. Zeker is dat deze hoger is en dat zich aan weerszijden de processus carotici bevinden.

## Biomechanische studies
Naar Andalgalornis zijn momenteel twee biomechanische studies verricht. De eerste in 2010 onderzocht de morfologie van de schedel en trok hieruit conclusies over het eet- en jachtgedrag. De tweede in 2012 onderzocht de buigingspatronen van de nek.

### 2010: Morfologie van de schedel

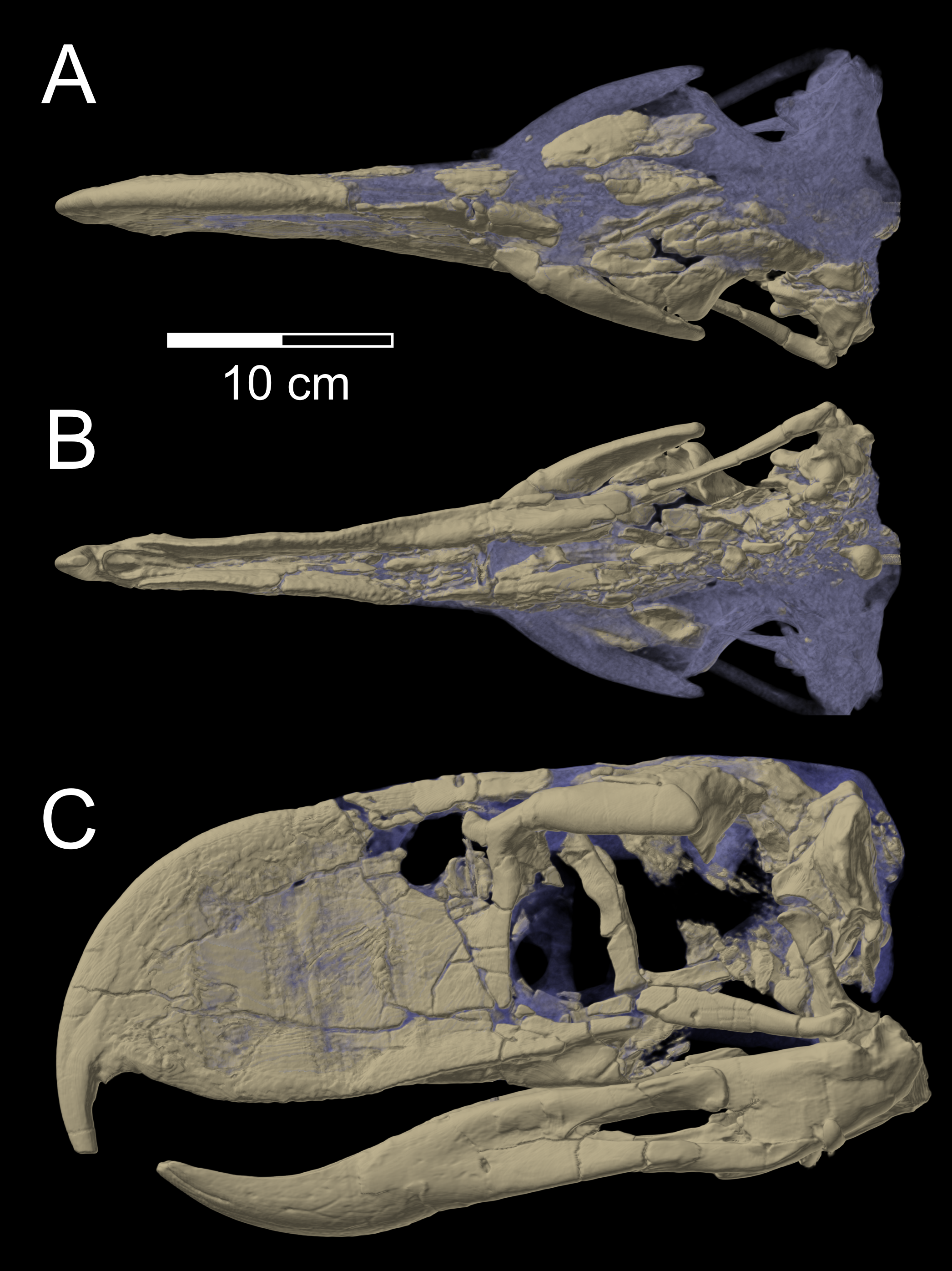
CT-scan van de schedel van Andalgalornis, uit de eerste studie

Andalgalornis was het onderwerp van een studie aan de universiteit van La Plata (Argentinië), geleid door Federico Degrange en gepubliceerd in 2010 in het tijdschrift PLoS ONE. Het doel was om mogelijke jachtmethodes van schrikvogels te analyseren door de sterkte van de schedel te bestuderen aan de hand van CT-scans en morfologische analyses.
De schedel van Andalgalornis bleek, vergeleken met die van seriema's en adelaars, erg slecht bestand te zijn tegen krachten uitgeoefend op de zijkant, maar redelijk goed tegen dorsoventraal uitgeoefende krachten. De schedel deed het ook goed in simulaties waarbij de snavel iets vasthield en naar achter werd getrokken. Ze berekenden dat Andalgalornis aan de tip van zijn bek een bijtkracht had van 133 newton, een tamelijk lage bijtkracht als men bedenkt dat de maar vier kilogram zware Patagonische vos een bijtkracht heeft van 131 N.
Het team concludeerde hieruit dat Andalgalornis zijn bek niet gebruikte om grote, tegensputterende prooien vast te houden, maar ofwel kleine prooien at, die in hun geheel konden worden doorgeslikt, ofwel dat het dier grotere prooien (zoals primitieve mara's en Zuid-Amerikaanse hoefdieren) doodde met meerdere, doelgerichte, sagittale klappen van zijn bek in een soort van hit-and-run-taktiek.

### 2012: Flexibiliteit van de nek

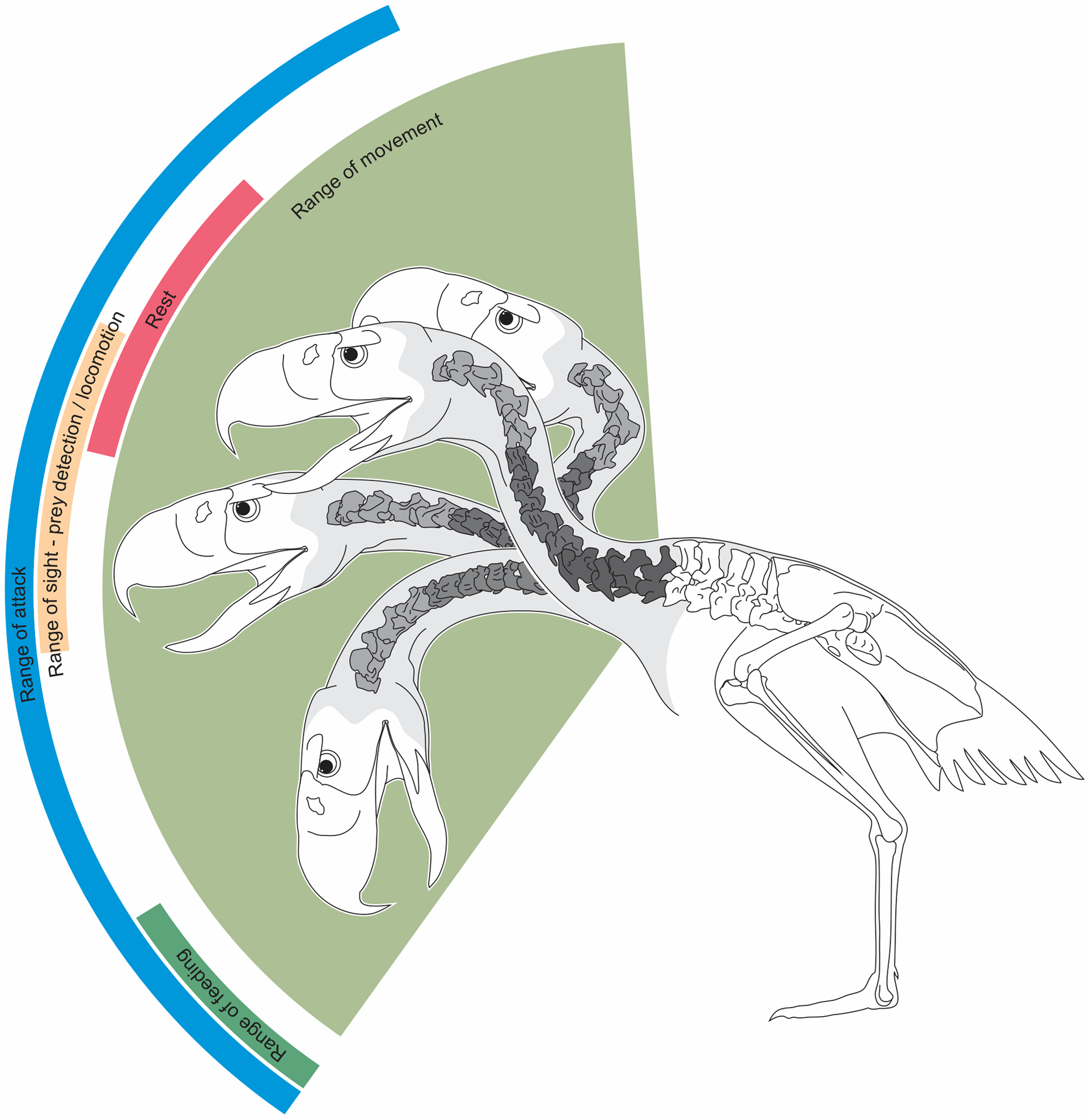
Voorstelling van het bereik van de nek van Andalgalornis, uit de tweede studie

In een studie geleid door Claudia Tambussi analyseerde het team de nek van Andalgalornis door te kijken naar de morfologie van de halswervels en biometrie. Het komt erg weinig voor bij schrikvogels dat de hele nek bewaard is en als dit al gebeurd zijn de wervels vaak ernstig beschadigd. Andalgalornis werd dus gekozen voor de studie omdat het meest volledige en best bewaarde materiaal van de nek van een schrikvogel aan dit geslacht toebehoord.
Het team stelde op basis van hun resultaten voor dat de nek en het bijbehorende ligamenten- en spierensysteem van Andalgalornis twee hoofdfuncties hadden: het ondersteunen van een bijzonder groot hoofd in rust en het opnieuw omhoogheffen van de nek en het hoofd na een neerwaartse klap op zijn prooi. Een eindige-elementenanalyse suggereert dat de schedel in staat was plotse bewegingen te doen in het sagittale vlak (naar voor) om prooien te bedwingen. Het ligamentum elasticum interespinale, het ligamentum interlaminare en de epaxiale spieren (hoofdzakelijk de musculus biventer cervicis) zouden dan het hoofd snel weer opheffen om snel terug te kunnen toeslaan. Andalgalornis zou dus, zoals werd voorgesteld in de studie uit 2010, zijn prooien doden met snelle voorwaarts gerichte klappen van zijn bek.
Ook stelde de analyse vast dat Andalgalornis zijn hoofd niet boven de schouders kon houden. De hals werd dus in rust niet volledig verticaal gehouden, zoals gebeurd bij de nog levende nandoe en struisvogel.
De onderzoekers wezen op het feit dat, hoewel bewegingen van de nek van natuur uit multidimensionaal zijn, hun studie slecht een enkel vlak bekeek. Ze benadrukten echter ook dat het de eerste studie was die de werking van een schrikvogelnek in zijn geheel analyseerde en dat de nekken van andere grote schrikvogels waarschijnlijk gelijkaardig werken. Ze sloten hun discussie af door te zeggen: We zijn nu één stap dichter bij het verstaan van de levensstijl van de phorusrhacidae.